# زلالی خوانساری
محمدحسن خوانساری اصفهانی (درگذشتهٔ ح. ۱۰۲۵ هجری قمری) متخلص به زلالی یا زلالی خوانساری شاعر قرن یازدهم هجری در سبک هندی و اهل خوانسار بود. او شاگرد میرداماد بود.
وی زاده شهر خوانسار در استان اصفهان ایران و لقبش جارالله بود.
درگذشت وی پس از سال ۱۰۲۴ است که در آن سال مثنوی محمود و ایاز را به انجام رساند.
در سال ۱۳۹۳، هاجر پولادچنگ نجف آبادی، پایان نامه ای را در خصوص بررسی اشعار مذهبی زلالی خوانساری و ابن معتوق موسوی با رویکردی صورت گرایی و سبک شناختی تدوین کرد. نویسنده ی این پایان نامه در معرفی و شناساندن زلالی خوانساری و سبک شعری وی، بسیار موفق عمل کرد. این پایان نامه هم اکنون در کتابخانه ی دانشگاه فردوسی مشهد و کتابخانه ی آستان قدس رضوی نگهداری می‌شود و قابل استفاده برای علاقه مندان است.

## آثار
- الکشاف فی تفسیر القرآن
- مقدمةالادب

او به پیروی از نظامی گنجوی، جامی، و امیرخسرو دهلوی هفت مثنوی سرود و آنها را سبعه زلالی، هفت آشوب، هفت سیاره و سبعه سیاره نامید که عبارتند از:
1. حُسن گلوسوز
2. شعله دیدار
3. میخانه
4. ذره و خورشید
5. آذر و سمندر
6. سلیمان نامه
7. محمود و ایاز

افزون بر این از او قصیده‌ها، ترکیبات و چامه‌های پراکنده در دست‌است.
مثنوی محمود و ایاز را به تشویق میرداماد به شاه عباس صفوی تقدیم کرد، ولی چندان مورد قرب شاه قرار نگرفت. از او ۷۱ قصیده نیز عمدتاً در مدح امام شیعی و شاه عباس مانده‌است. به گفتهٔ ذبیح‌الله صفا آثار او در روزگار خود بسیار تأثیرگذار بود و چنان تأثیرگذار بود که بسیاری به تقلید از آثار او مشغول شدند.